# Caubous (Haute-Garonne)
Caubous (okzitanisch Caubós) ist eine französische Gemeinde mit 3 Einwohnern (Stand 1. Januar 2022) im Département Haute-Garonne in der Region Okzitanien (zuvor Midi-Pyrénées). Die Einwohner werden als Caubousois bezeichnet.

## Nachbargemeinden
Umgeben wird Caubous von den sieben Nachbargemeinden: 
| Ferrère      | Sost                                        |                          |
| Cirès        | Kompassrose, die auf Nachbargemeinden zeigt | Mayrègne                 |
| Cathervielle | Garin                                       | Benque-Dessous-et-Dessus |

## Bevölkerungsentwicklung
| Jahr                       | 1962 | 1968 | 1975 | 1982 | 1990 | 1999 | 2006 | 2008 | 2017 | 2019 |
| -------------------------- | ---- | ---- | ---- | ---- | ---- | ---- | ---- | ---- | ---- | ---- |
| Einwohner                  | 16   | 11   | 12   | 12   | 7    | 12   | 7    | 6    | 4    | 4    |
| Quellen: Cassini und INSEE |      |      |      |      |      |      |      |      |      |      |

## Sehenswürdigkeiten
- Kirche St-Félix, erbaut ab dem 13. Jahrhundert

## Weblinks

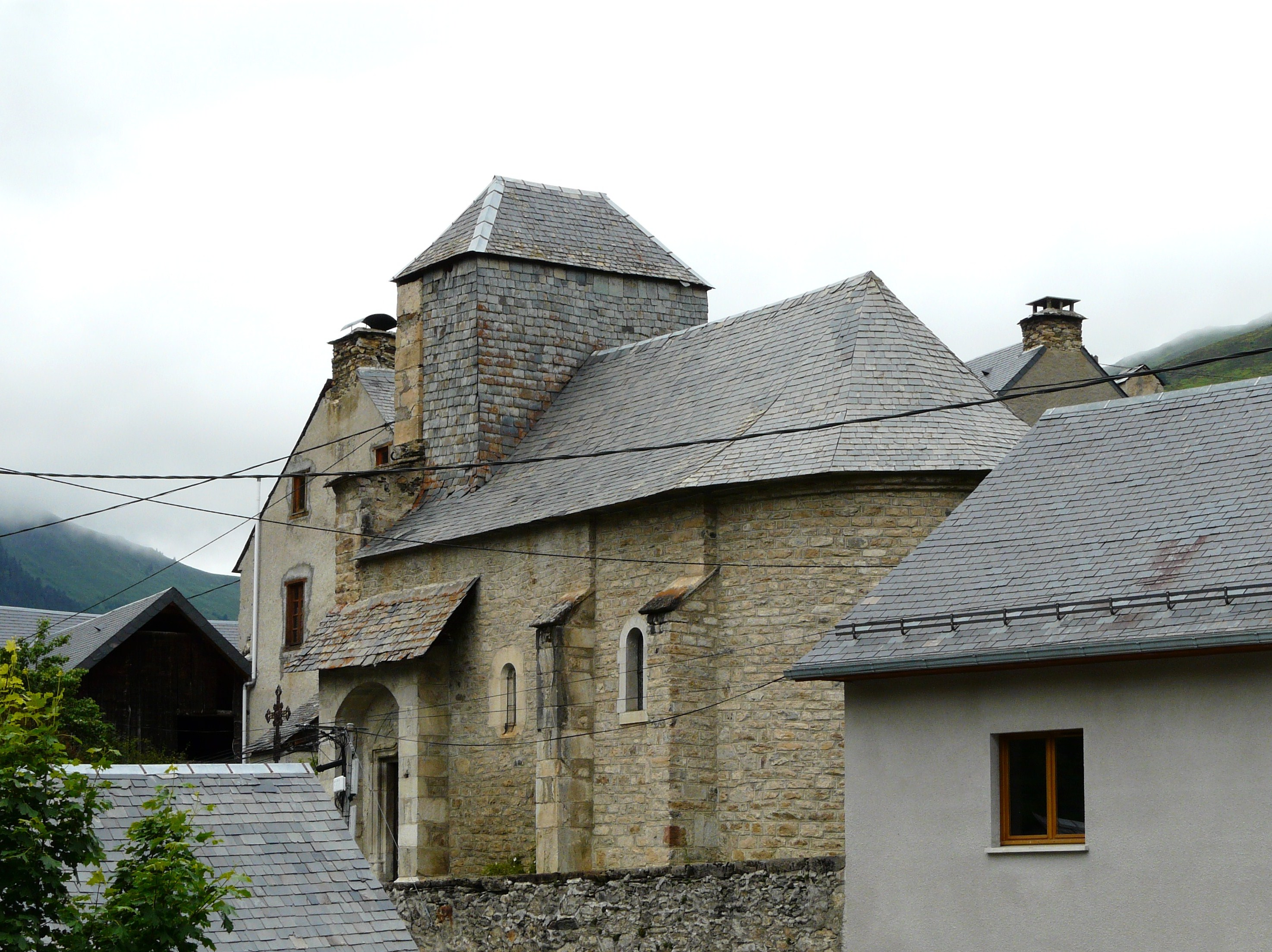
Kirche St-Félix